# اوزی (رسم)
بین بختیاری‌ها رسم بود هرگاه جوانی می‌خواست ازدواج کند، اقوام و آشنایان برای تأمین بخشی از هزینهٔ مراسم ازدواج، به او کمک می‌کردند. این کمک را که معمولاً جنسی هم بود، اوزی می‌گفتند.

## معنی لغوی اوزی
واژهٔ اوزی uzi بر وزن روزی، در زبان اوستایی به صورت uzaw و uzava به معنی یاری رساننده به کار رفته است. ریشه دیگری که می‌توان برای واژه اوزی تصور کرد، «اوزینک» پهلوی به معنای هزینه است.

## علت گرفتن اوزی
جوانانی که قصد ازدواج داشتند به خانهٔ اقوام و خویشاوندان رفته و آنها کمکهای خود را در قالب کمکهای جنسی، مانند گوسفند، قند، چای و روغن به او می‌دادند که معمولاً برای برگزاری عروسی و پذیرایی از مهمانان به مصرف می‌رسید و مقداری از بار سنگین هزینه‌های عروسی را از دوش خانوادهٔ داماد برمی‌داشت.

## شکل دیگر واژه
«یکی از انواع همیاری، عُوضی است. وقتی جوانی قصد ازدواج داشته وی توان پرداخت هزینهٔ ازدواج را نداشته باشداز همیاری عوضی استفاده می‌کند. در بعضی از کتب عوضی را (اوزی) نوشته‌اند. اما به دلیل این که اوزی یک دادوستد متقابل است یقین بیشتری می‌رود که از کلمهٔ عَوَضی گرفته شده باشد».

## اوزی در جامعهٔ امروز
همگام با تغییردر جامعه، بختیاریها نیز مانند بقیهٔ اقوام در زمان برگراری مراسم عروسی هدیه یا کادو خود را به عروس و داماد می‌دهند.